# Hiroshi Tada
Hiroshi Tada (多田 宏, jap. Tada Hiroshi) (* 14. Dezember 1929 in Tokio) ist ein hochrangiger japanischer Aikidō-Lehrer und direkter Schüler des Aikidōbegründers Ueshiba Morihei.
Tada, der auch Karate erlernte, begann im Alter von 20 Jahren im Aikikai Honbu Dōjō Aikidō zu trainieren, wo er 1954 Aikidō-Lehrer wurde. Während dieser Zeit absolvierte er ein Studium im Fach Jura an der Waseda-Universität. Im Jahr 1964 wurde er als Shihan nach Italien gesandt, um dort Aikidō zu unterrichten. 1972 kehrte Tada wieder nach Tokio zurück, wo er bis heute ein eigenes Dōjō führt. Er gibt aber weiterhin in Europa Aikidō-Lehrgänge. Zur Unterstützung des Ki-Aspektes im Aikidō lehrt er bestimmte Atem- und Meditationstechniken (Ki no Renma). Er trägt den 9. Dan des Aikikai und ist zurzeit der einzige noch lebende aktive Aikidōka mit dieser Graduierung des Aikikai.
Er gehört dem Senior Council der IAF (International Aikidō Federation) an. Er hat die Funktion des Technischen Direktors des Aikikai-Verbandes inne und ist damit verantwortlich für die vom Verband instruierte allgemeine Unterrichtslinie.

## Weblink
- Offizielle Homepage (japanisch/italienisch)